# Jana Karen
Jana Karen (* 4. Oktober 1958 in der Tschechoslowakei) ist eine tschechisch-deutsche Filmarchitektin und Szenenbildnerin.

## Leben und Wirken
Jana Karen kam recht früh in die Bundesrepublik Deutschland und erhielt ihre künstlerische Ausbildung an der Akademie der Bildenden Künste München. Das dort absolvierte Studium Bühnenbild und Kostüm schloss sie 1980 mit einem Diplom ab. Karen blieb auch weiterhin in der bayerischen Landeshauptstadt ansässig und begann noch im selben Jahrzehnt als Szenenbildnerin die Bauten zu Fernsehproduktionen zu entwerfen. Ihr Spezialgebiet wurden der Studiobau sowie dramatische Stoffe mit historischem Hintergrund: In ihrem Œuvre finden sich zahlreiche Fernsehfilme, die das 12. (Das Geheimnis der Hebamme), das 16. (Die Ketzerbraut), das 18. (Die Hebamme), das 19. (Die Hebamme 2, Das goldene Ufer, Die Glasbläserin) und das 20. Jahrhundert (der Kinofilm Sophie Scholl – Die letzten Tage) evozierten. Ihre Arbeit am letztgenannten Film brachte Karen eine Nominierung für den Europäischen Filmpreis 2005 ein.
Jana Karen hat neben ihrer Arbeit für Film und Fernsehen auch immer wieder die Bauten für Bühneninszenierungen entworfen. Zu ihren wichtigen Arbeiten in diesem Sektor gehören Peter Beauvais’ Inszenierung von Die lustigen Weiber von Windsor an der Staatsoper München sowie am Theater in der Josefstadt (Wien), wo sie zwischen 1986 und 1996 aktiv war, die Stücke Die von Nebenan in einer Inszenierung von Otto Schenk, Regina Madre von Erwin Steinhauer sowie Pension Schöller. Seit dem Ende des Kommunismus in ihrer tschechischen Heimat hat Jana Karen ihren Lebensmittelpunkt sukzessive von München nach Prag zurückverlegt.
Für Der große Rudolph wurde sie gemeinsam mit Martina Müller mit dem Deutschen Fernsehpreis 2019 in der Kategorie Beste Ausstattung ausgezeichnet.

## Filmografie (Auswahl)
Beim Fernsehen, wenn nicht anders angegeben
- 1985: Fasnacht
- 1986: Kanal fatal (Comedy-Reihe)
- 1988: Der Einbruch
- 1989: Showgeschichten: Maria Schell
- 1994: Herbert & Schnipsi (Comedy-Reihe)
- 1994: Pension Schöller
- 1995: Rohe Ostern
- 1997: Coming In (nur Ausstattung)
- 1998: Schock – Eine Frau in Angst
- 1998: Ein Fleisch und Blut (nur Ausstattung)
- 1999: Der große Bagarozy (Kino)
- 1999: Lieber böser Weihnachtsmann
- 2001: Lonny, der Aufsteiger
- 2002: Der Liebe entgegen
- 2003: Eiskalte Freunde
- 2004: Sophie Scholl – Die letzten Tage (Kino)
- 2005: Die Liebe eines Priesters
- 2006: Eine Liebe am Gardasee (Serie)
- 2006: Eine folgenschwere Affäre
- 2007: Tatort: Der oide Depp
- 2007: Ein Leben wie im Flug (Show zum 80. Geburtstag von Joachim Fuchsberger)
- 2009: Faktor 8 – Der Tag ist gekommen
- 2010: Der letzte Angestellte
- 2010: Tatort: Gestern war kein Tag
- 2011: Sams im Glück (Kino)
- 2011: Tatort: Ein ganz normaler Fall
- 2012: Die Speckners (Serie)
- 2013: Die Hebamme
- 2014: Das Geheimnis der Hebamme
- 2014: Das goldene Ufer
- 2015: Die Hebamme 2
- 2016: Die Glasbläserin
- 2016: Die Ketzerbraut
- 2017: Der große Rudolph